# Typenschulbau (DDR)
Als Typenschulbau bezeichnet man die genormte Bauweise von Schulgebäuden in der DDR. Fast ausnahmslos alle Schulneubauten wurden von 1955 bis 1990 als einheitliche Typenbauten ausgeführt. Insgesamt wurden so rund 2500 Schulen erbaut, bei einem Gesamtbestand Ende 1988 von 5900 Schulen. Bis auf die Baureihe SVB entstanden alle Typenschulbauten in Plattenbauweise.

## Typen

### Baureihe SVB – Mauerwerksbauten
Die von 1953 bis 1963 erbauten Schulen der Baureihe SVB (Schulverbundbau) mit Sporthalle und Speisesaal haben meist einen U-förmigen Grundriss und wurden in Ziegel- oder Ziegelgroßblockbauweise errichtet.

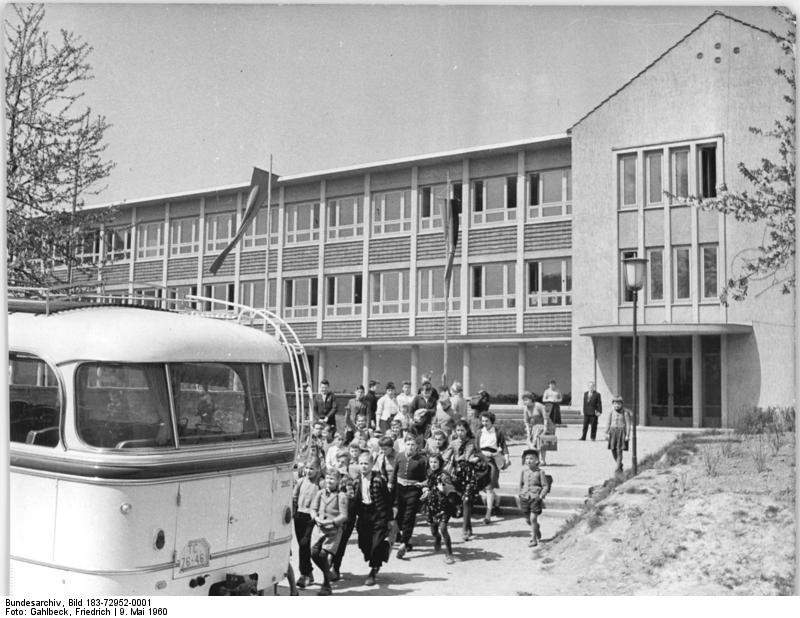
Die 1960 erbaute Oberschule Milkau (Baureihe SVB), die heutige Werkschule Milkau

Weitere Beispiele sind das Marie-Curie-Gymnasium Dresden 51° 3′ 0″ N, 13° 44′ 55,3″ O oder das Förderzentrum am Wasserturm Rostock 54° 4′ 41″ N, 12° 8′ 33,7″ O

### Atriumtypen

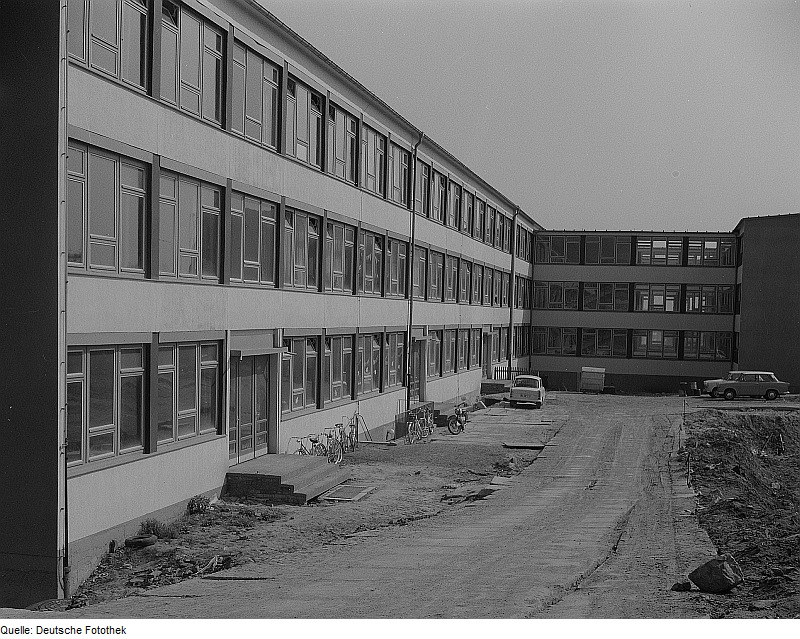
Die 1973/74 erbauten 110. und 111. Polytechnische Oberschule in Dresden-Zschertnitz (Doppelstandort vom Typ Dresden Atrium). 2007 für den Neubau des Vitzthum-Gymnasiums abgerissen.

Schulen der Atrium-Baureihe bestehen aus zwei oder drei Einzelgebäuden, die mit mehreren Verbindungsgängen verbunden sind, so dass einzelne Innenhöfe frei bleiben.
Es wurden in den einzelnen Bezirken verschiedene Atriumtypen gebaut.
- Der Typ Halle Atrium besteht aus drei Gebäuden und drei Verbindungsgängen, in die eine Sporthalle und ein Speisesaal integriert sind. Alle anderen Atriumtypen haben eine separate Sporthalle und den Speisesaal im Keller.
- Die Typen Erfurt Atrium, Potsdam Atrium und Dresden Atrium bestehen aus zwei Gebäuden und drei Verbindungsgängen.
- Die Typen Schwerin und Magdeburg haben nur zwei Verbindungsgänge.[KMK 4]
- Vom Typ  Magdeburg gibt es vereinzelt auch „halbe“ Gebäude[1]

Von Halle Atrium wurden etwa 30 Einheiten gebaut, von Dresden Atrium etwa 180. Diese Baureihe wurde von 1963 bis 1989 gebaut.
Beispiele
- Halle Atrium: Grundschule Anhaltsiedlung Bitterfeld 51° 38′ 19,1″ N, 12° 18′ 50,5″ O
- Erfurt Atrium: Staatliche Berufsbildende Schule Gewerbliche Berufe Gera 50° 51′ 31,7″ N, 12° 4′ 7,5″ O
- Dresden Atrium: Freie Evangelische Schule Dresden 51° 1′ 55,5″ N, 13° 48′ 38,1″ O
- Schwerin: Haus 2 und 3 (Doppelstandort) des Goethegymnasiums Schwerin 53° 38′ 11,7″ N, 11° 23′ 24,3″ O

### Schustertypen
Charakteristisch für Schustertypen ist, dass es ein oder zwei separate Fachraumgebäude gibt, die durch einen Verbindungsgang mit dem Unterrichtsraumgebäude verbunden sind. Der Typ Rostock mit zwei Fachraumgebäuden wurde ausschließlich im Bezirk Rostock gebaut. Im Gegensatz dazu wurde der Typ Erfurt TS in insgesamt 7 Bezirken gebaut, da das Baukombinat Erfurt für die Schulbauplanung in der DDR zuständig war. Er ist mit etwa 500 Einheiten der am häufigsten gebaute Schultyp und weist einen charakteristischen H-förmigen Grundriss auf.
Von dem Typ Erfurt TS gibt es die Varianten 66, 69 und 75; diese Nummer gibt jeweils das Jahr der Entwicklung an. Im Bezirk Gera gibt es außerdem noch die regionale Variante Gera TS 72, bei der sich im Gegensatz zum Typ Erfurt die Fenster der Fachräume an der Längsseite des Fachraumgebäudes befinden.
Beispiele:

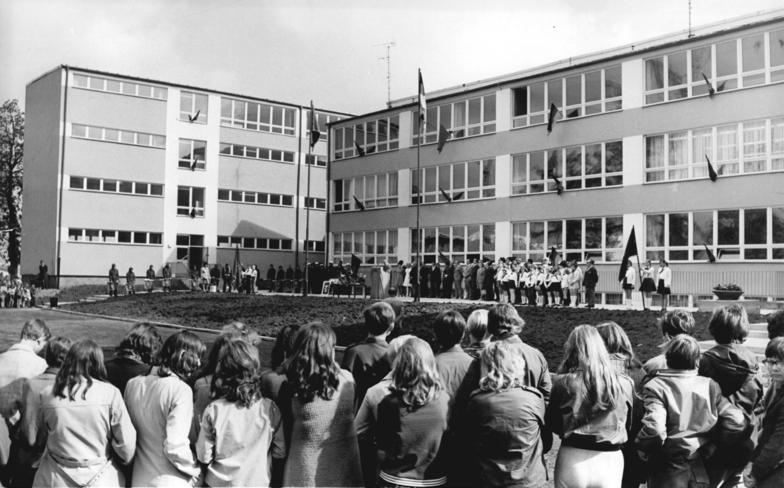
1972 erbaute 39. Polytechnische Oberschule in Erfurt, die heutige Otto-Lilienthal-Regelschule. Doppelstandort vom Typ Erfurt.

- Typ Gera: Rötleinschule Zeulenroda 50° 39′ 23,9″ N, 11° 58′ 55,2″ O
- Typ Erfurt: Otto-Lilienthal-Regelschule ⊙ (typischer Doppelstandort, bei dem die zwei Gebäude entlang des Fachraumgebäudes verbunden sind; siehe auch nebenstehendes Foto)
- Typ Rostock (Einzel- und Doppelstandort): Schulcampus Rostock-Evershagen (Geschichte) 54° 7′ 31″ N, 12° 3′ 21,6″ O

### Gangtypen
Es gibt die Gangtypen Berlin SK, Leipzig, Cottbus 1962, Cottbus 1977, Chemnitz und Dresden R 81. Schulen dieser Typen bestehen im Wesentlichen aus einem einzelnen Gebäuderiegel. Der Typ Cottbus 1977 weist als Besonderheit eine separate Mehrzweckhalle auf. Der Typ Cottbus 1977 wurde auch als zweiflügliges Schulgebäude mit Aula ausgeführt. Allein fünf baugleiche Schulen finden sich davon in Cottbus.
Beispiele:
- Typ Cottbus 1977: Humboldt-Gymnasium Cottbus 51° 47′ 15,2″ N, 14° 21′ 4″ O
- Typ Cottbus 1977 mit Aula (zweiflügig): Max-Steenbeck-Gymnasium
- Typ Leipzig: Fröbelschule Leipzig 51° 18′ 56,2″ N, 12° 17′ 18,2″ O
- Typ Dresden R 81: 117. Grundschule Dresden 51° 2′ 0,3″ N, 13° 44′ 1″ O

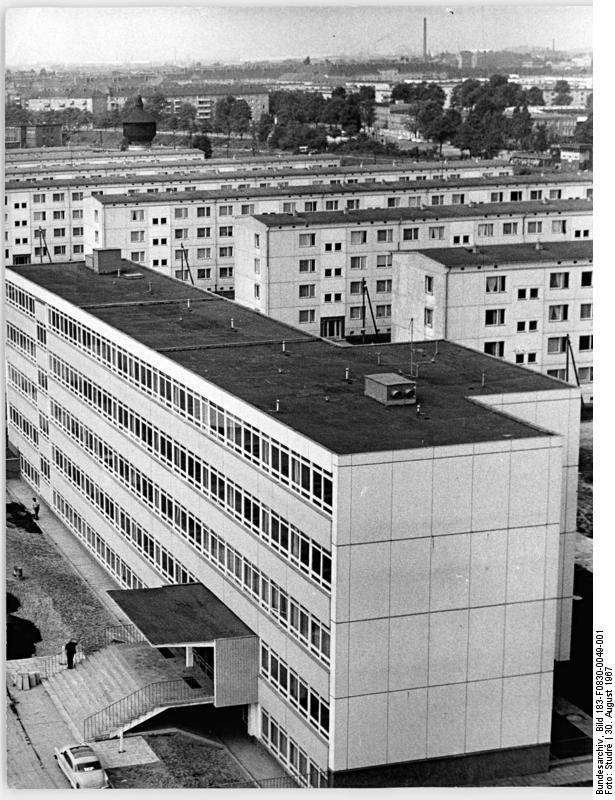
1967 erbaute Polytechnische Oberschule (Gangtyp) in Berlin-Lichtenberg. 2008 abgerissen

Nach den 2000er Jahren, als in Berlin Schulgebäude stillgelegt wurden, kam es durch Zuzug und Geburtenanstieg zu erhöhtem Bedarf für die 2020er Jahre. Die noch erhaltenen Schultypen werden reaktiviert und unter Erhalt der Grundstruktur den gestiegenen Anforderungen angepasst. So eignet sich der um 1970 errichtete Typ SK 68 (Franz-Mehring-Schule Lichtenberg: Standort Paul-Junius-Straße 69, 10391 Berlin-Lichtenberg 52° 31′ 38,1″ N, 13° 28′ 38,7″ O) zur Modernisierung. An anderen Ostberliner Standorten waren die Typenbauten abgerissen worden und so werden Neubauten nötig.

### Schulbaureihe 80
Diese Schulbaureihe zeichnet sich durch variabel kombinierbare, mit Gängen verbundene Einzelgebäude aus und wurde vor allem von den Baukombinaten Erfurt, Dresden und Leipzig gebaut (SR 80 Erfurt, SR 80 Dresden und SR 80 Leipzig). Bei SR 80 Dresden wurde teilweise eine Turnhalle integriert. Zu dieser Schulbaureihe werden auch die Typen Berlin 81 GT (nur ein einzelner Gebäuderiegel) und SR 80 Rostock gezählt.
Etwa 200 Schulen dieser Reihe wurden gebaut.
Beispiele:

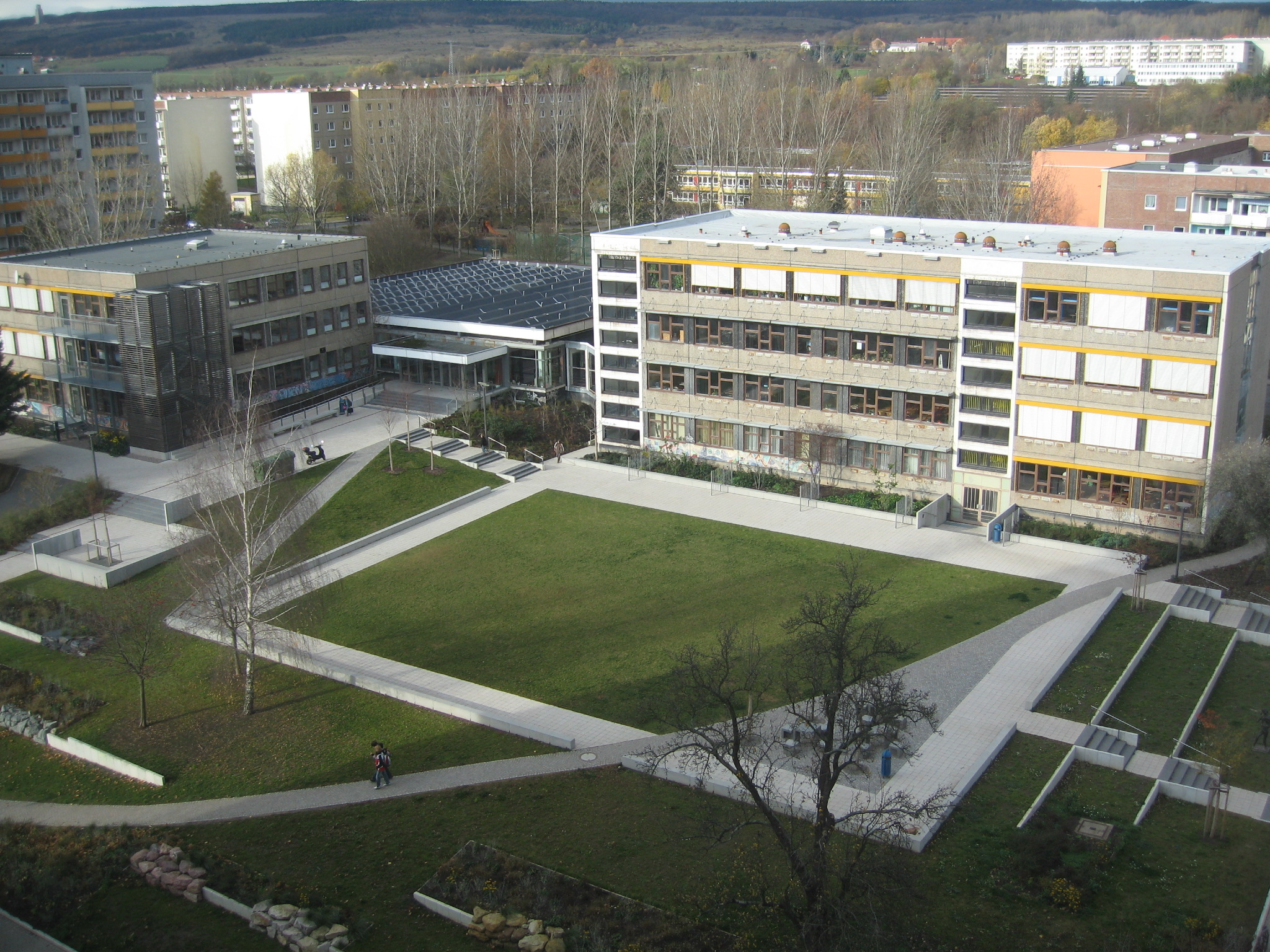
Das Humboldt-Gymnasium Weimar, der Experimentalbau für die Schulbaureihe 80.

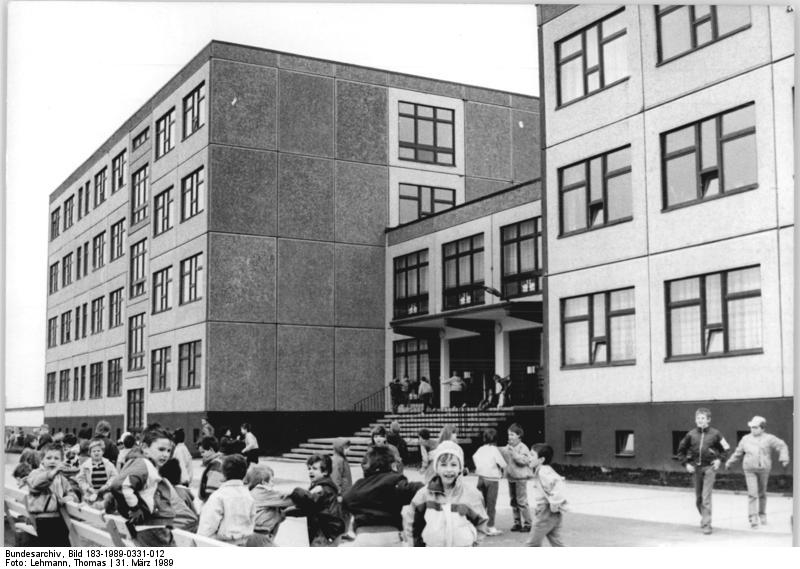
Schule der Schulbaureihe 80 in Halle-Silberhöhe.

- Typ SR 80 Dresden: 9. Oberschule „Am Elbe-Park“ Dresden 51° 4′ 53,8″ N, 13° 41′ 54,3″ O

### Typ Erfurt II
Der Typ Magdeburg wird gelegentlich als Erfurt II bezeichnet. Andererseits wird das von Friedensreich Hundertwasser umgebaute Gymnasium Leucorea ebenfalls als Erfurt II bezeichnet, obwohl es vom Grundriss dem Typ Erfurt TS (Doppelstandort) entspricht.

## Probleme
Die Gebäude entsprachen bei ihrer Errichtung der Bautechnologie der DDR im Sinne der Plattenbauweise. Charakteristisch sind die großflächige Verwendung von Fensterflächen, die zwar viel Licht hereinlassen, aber im Sommer auch oft zu viel Wärme. Im Winter wiederum strahlen die Fenster viel Wärme ab, was zu einem sehr hohen Heizenergiebedarf führt. Die Wärmeabstrahlung wird durch die mangelnde Wärmedämmung und Spalten zwischen den Fertigteilplatten noch erhöht.

## Weitere Entwicklungen
Bedingt durch starke Abwanderung gerade auch aus den Plattenbausiedlungen, die ungünstige Gebäudephysik und geänderte Anforderungen (zum Beispiel an den Brandschutz) wurden viele dieser Schulen in der Nachwendezeit abgerissen. Viele Gebäude wurden aber auch saniert und oft durch An- und Umbauten so verändert, dass der ursprüngliche Grundriss nicht mehr zu erkennen ist. Als Beispiel kann das Sportgymnasium Jena angesehen werden, das auf dem ehemaligen Typ Gera TS 72 beruht. In Bad Doberan stehen sich zwei Bauten des Typ Rostock gegenüber, die erheblich umgebaut wurden, den ursprünglichen Grundriss aber zum Teil noch erkennen lassen. 